# Belle (film 2021)
Belle (竜とそばかすの姫?, Ryu to Sobakasu no Hime) è un film d'animazione del 2021 scritto e diretto da Mamoru Hosoda.

## Trama
Suzu è una diciassettenne che vive nella prefettura di Kōchi insieme al padre, dopo aver perso la mamma da piccola. Questa perdita la fa pian piano allontanare dal padre e dalla musica, passione condivisa con la madre, insieme alla quale cantava. Un giorno Suzu scopre U, un social di realtà virtuale su cui potersi creare una vita parallela. Qui Suzu crea il suo AS Belle, ossia un alter ego creato sulla base delle informazioni biometriche della ragazza. Grazie a Belle, Suzu torna a cantare fino a diventare una stella del social, aiutata dall'amica Hiro.
Durante un concerto, irrompe nello stadio "il Drago", un AS dall'aspetto mostruoso e dall'enorme forza, in lotta con un gruppo di giustizieri capitanato da Justin. Belle sin da subito sente una grande connessione con il Drago e inizia a recarsi spesso al suo castello per cercare di capirlo. L'AS, infatti, sembra molto sofferente e presenta diversi lividi sulla schiena che continuano ad aumentare.
Nel frattempo, nel mondo reale Suzu continua a sfuggire al padre, alla musica e al suo amico d'infanzia Shinobu Hisatake, che dimostra una forte preoccupazione per la ragazza sin dalla morte della madre. Nel suo percorso alla ricerca di sé e dell'identità del Drago, Suzu stringe i rapporti con i compagni di scuola Shinjiro Chikami, anche chiamato Kamishin, e la popolare Ruka Watanabe.
Grazie a una canzone scritta per il Drago, Suzu e Hiro riescono a scoprire l'origin dietro all'AS, ossia la sua vera identità: si tratta di Kei, un ragazzo quattordicenne che vive con il fratellino Tomo e il padre violento. Kei, però, non riesce a fidarsi di Suzu, quindi la ragazza entra in U e, usando un dispositivo dato in dotazione a Justin, svela la sua origine a tutto il mondo social. Dopo aver visto la performance di Belle, Kei acquista fiducia in lei e cerca di svelarle dove si trovano lui e il fratello, ma vengono interrotti dal padre.
Suzu, quindi, riesce a scoprire l'ubicazione della loro casa grazie ai suoi amici e si mette in viaggio verso Tokyo per cercare di aiutare i due ragazzi. Una volta trovati, Suzu si erge in loro difesa contro il padre, dando coraggio a Kei per cambiare la situazione. Tornata a casa, la ragazza si apre al rapporto con il padre e con Shinobu e riesce finalmente a cantare anche nella vita reale.

## Colonna sonora
La colonna sonora di Belle è stata composta da Daiki Tsuneta, Ludvig Forssell, Miho Hazama, Taisei Iwasaki, e Yuta Bandoh.
1. U – 3:07
2. Whispers – 0:28
3. Slingshot – 2:56
4. Memories of a Sound – 1:29
5. Blunt Words – 1:18
6. Gales of Song – 3:59
7. Fleeting Days – 0:40
8. Swarms of Song – 1:38
9. Alle Psallite Cum Luya – 0:38
10. Fama Destinata – 2:18
11. Dragon – 1:28
12. Justin – 1:11
13. Unveil – 1:33
14. Digital Ripples – 5:21
15. Dragon's Lair – 3:10
16. Lend Me Your Voice (Draft) – 1:16
17. Social Warfare – 1:19
18. Assault – 3:48
19. Lend Me Your Voice – 5:03
20. #UnveilTheBeast – 1:38
21. Authority and Arrogance – 2:04
22. Scorching the Facade – 3:44
23. The Truth Obscured – 1:04
24. Lend Me Your Voice (Humming) – 0:48
25. Distrust – 2:47
26. A Million Miles Away – 8:01
27. Pieces of the Puzzle – 2:14
28. Faces in the Rain – 2:22
29. Skies of Song – 3:02
30. A Million Miles Away (reprise) – 6:29

Durata totale: 76:53

## Promozione
Il primo teaser trailer del film è stato diffuso il 17 febbraio 2021.

## Distribuzione
Il film è stato presentato in anteprima mondiale, fuori concorso, nelle sezione "Cannes Première" al Festival di Cannes 2021 il 15 luglio e distribuito nelle sale cinematografiche giapponesi a partire dal 16 luglio 2021; in Italia è stato distribuito da Anime Factory in collaborazione con I Wonder Pictures il 17 marzo 2022.

## Accoglienza

### Incassi

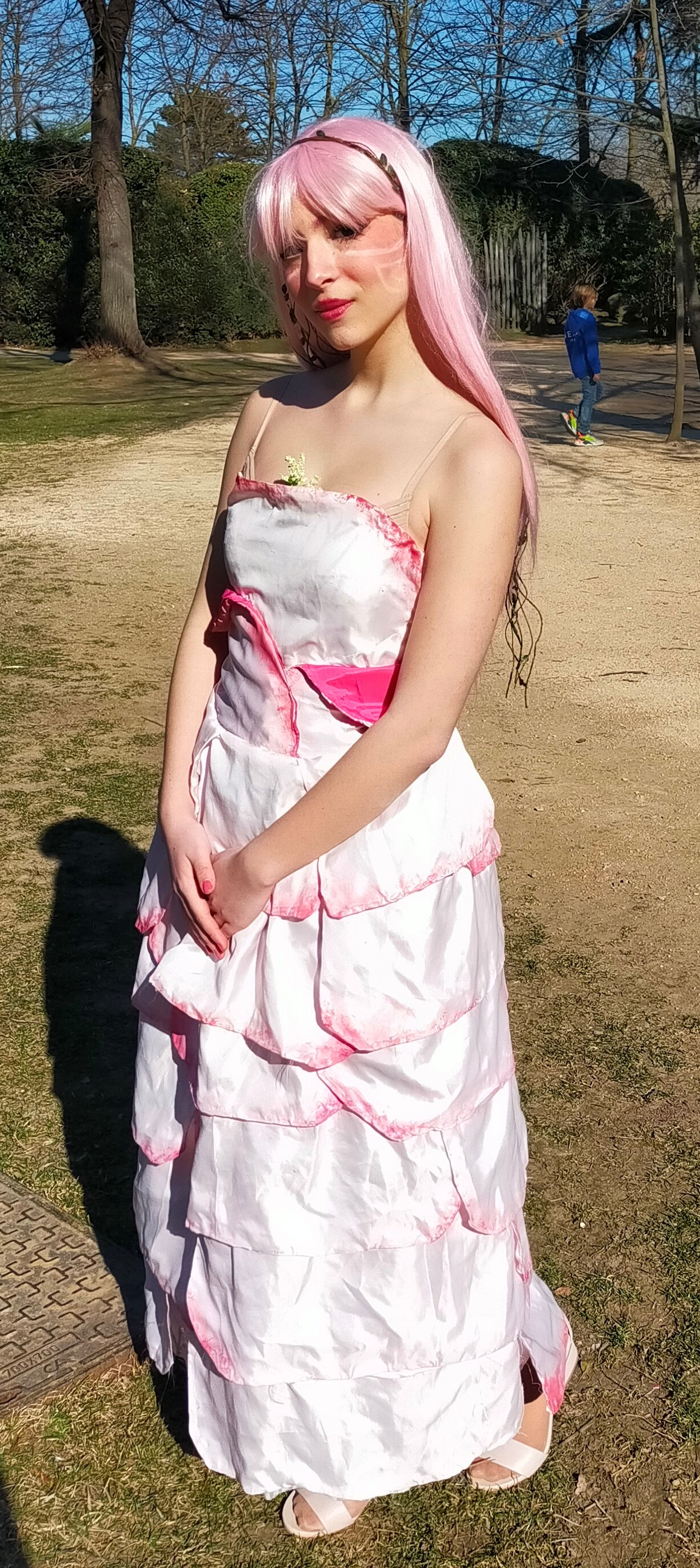
Cosplay di Belle

Negli Stati Uniti, durante il primo fine settimana di programmazione, Belle ha incassato 1,6 milioni di dollari in 1 326 sale e un totale di 1,8 milioni di dollari durante i quattro giorni di ferie avvenuti in concomitanza con il Martin Luther King Day. Il film è uscito dalla top ten dopo due settimane, quando ha incassato 570 213 dollari.
Belle è il terzo film giapponese con il più alto incasso del 2021, e ha ottenuto un guadagno complessivo di 6,53 miliardi di yen al 12 dicembre 2021.

### Critica
Sull'aggregatore Rotten Tomatoes il film riceve il 94% delle recensioni professionali positive con un voto medio di 7,8 su 10 basato su 109 critiche; il consenso critico del sito recita: «una storia straordinaria portata in vita grazie a delle animazioni folgoranti. Belle è certamente un nuovo e brillante punto di riferimento nella carriera del regista e sceneggiatore Mamoru Hosoda». Su Metacritic ottiene un punteggio di 83 su 100 basato su 31 critiche.
L'86% degli intervistati da PostTrak negli Stati Uniti hanno dato un giudizio positivo al film, ed il 63% di essi lo consiglierebbe.
Al Festival di Cannes 2021, il film ha ricevuto una standing ovation di 14 minuti.
Joe Morgenstern, critico del Wall Street Journal, ha dichiarato che «nonostante la sua trama troppo fitta, il cuore e la sua (di Belle) arte sontuosa sono così saldamente nel posto giusto che il suo fascino si manifesta in modo dolce e chiaro». Manohla Dargis del New York Times ha elogiato la qualità visiva, lo sviluppo dei personaggi, la resa degli ambienti, definendo il film «immancabilmente toccante». Justin Chang del Los Angeles Times ha elogiato la grafica e la storia, sostenendo anche che quella di Belle sia «una storia vecchia quanto il tempo e nuovo di zecca come TikTok, in cui il mondo virtuale, benché colmo di fantasia e artificiosità, può portare in superficie verità sorprendenti».

## Riconoscimenti
- 2022 – Annie Award[21]
  - Candidatura per il miglior film indipendente
  - Candidatura per il miglior regista a Mamoru Hosoda
  - Candidatura per la miglior sceneggiatura a Mamoru Hosoda
  - Candidatura per i migliori effetti visivi
  - Candidatura per la miglior scenografia a Tomm Moore, Ross Stewart, Alice Dieudonné, Almu Redondo e Maria Pareja